# ジャンバ・ジュース
ジャンバ (Jamba) (旧名: ジャンバ・ジュース (Jamba Juice)) は、アメリカ合衆国カリフォルニア州エメリービルに本社を持つ、スムージーのチェーン店である。1990年に創業し、現在では全米に営業活動を広げている。生の果物や栄養素を使ってつくるスムージーは、健康飲料として人気を集めている。2020年に日本の1号店を開業した。しかし、日本国内店舗は2022年9月30日をもって全店閉店した。

## 概要
1990年にカーク・ペロン（Kirk Perron）がカリフォルニア州のサンルイスオビスポ（San Luis Obispo）で「カリフォルニア・ジュース・クラブ」として創業。1995年に「ジャンバ・ジュース」に改称。1997年に全米に拠点を持っていた「ズカ・ジュース（Zuka Juice）」を買収し、全米規模のチェーンとなる。

## メニュー
スムージー
生の果物とジュースで作る、半分凍ったシャーベット状の飲み物。ジャンバでは生の果物を使うのが特徴。さらに、チョコレートや抹茶、ピーナツバターなどから作るものもある。さらには、プロテインやビタミン、食物繊維などを加えたメニューもある。